# Serie Tesis del IAA
La Serie Tesis del IAA es un proyecto editorial del Instituto de Arte Americano e Investigaciones Estéticas «Mario J. Buschiazzo», organismo dependiente de la Facultad de Arquitectura, Diseño y Urbanismo de la Universidad de Buenos Aires
Surgió con el propósito de difundir las investigaciones producidas en el IAA y reforzar las redes de intercambio con otros centros e investigadores del país y del extranjero. La serie ha contribuido a consolidar las bases epistemológicas y a ampliar el campo del conocimiento de los estudios históricos y críticos acerca de las manifestaciones teóricas y materiales del hábitat, el diseño, la arquitectura, la ciudad y el territorio, en lo referente al ámbito americano, con particular atención al territorio argentino y a la ciudad de Buenos Aires.
Los libros que integran la serie Tesis del IAA  se someten a un proceso de revisión interna a cargo del Comité Editorial y a una evaluación externa por medio de un sistema de arbitraje a doble ciego, que garantizan el cumplimiento de los estándares científicos. La colección se edita en papel y, simultáneamente, en formato digital mediante la plataforma Open Monograph Press (OMP), de acceso abierto, libre y gratuito, bajo un licenciado Creative Commons Attribution License (CC BY-NC-ND 4.0).

## Publicaciones
La Serie está compuesta por textos basados en tesis de maestría y doctorado que hayan sido radicadas en el Instituto al momento de ser producidas y defendidas y cuyos autores integren actualmente su nómina de investigadores.
El director de la Serie Tesis del IAA es el Dr. Arq. Mario Sabugo, y los Editores de la colección son David Dal Castello y Guillermina Zanzottera, investigadores del Instituto de Arte Americano. A cargo de la administración de la plataforma OMP y su puesta en línea, Eduardo Manuel Rodríguez Leirado.
Entre los años 2017 y 2023 se han publicado los siguientes ejemplares:
- Lugares de mal vivir: Una historia cultural de los prostíbulos de Buenos Aires, 1875-1936, de Horacio Caride Bartrons.

Sinopsis: "El objeto de estudio de este libro es el prostíbulo porteño que, durante el período de la tolerancia que va de 1875 a 1936, se dispersó, mutó y reconfiguró varias veces. El propósito es explicar cómo y por qué ese prostíbulo, en cuanto uno de los espacios más emblemáticos del universo marginal de la ciudad, ocupó, paradójicamente, un lugar central en la cultura de aquellos años. El crecimiento urbano, el desarrollo y el ensanche de calles y plazas han borrado prácticamente toda huella de los edificios y de los espacios que, en general, conformaron el ambiente prostibulario de Buenos Aires antes de alcanzar la primera mitad del siglo XX. Subsisten los relatos, las crónicas. Contamos con algunas fuentes que recuperan muchas voces, pero casi nunca la de la mujer prostituida. Son esas historias que hablan de la miseria de una ciudad y de su sociedad, de su poder y de su noche las que se pretende indagar. Es algo de aquel universo fragmentado y difuso lo que se busca reconstruir en estas páginas."
- Mario Buschiazzo y la "arquitectura americana contemporánea" (1955-1970), de Johanna Natalí Zimmerman.

Sinopsis: "El trabajo de Mario José Buschiazzo como restaurador, investigador y promotor de estudios relacionados con la Historia de la Arquitectura Argentina y Latinoamericana ha dejado una significativa huella en el campo historiográfico, dentro del cual ha sido considerado un referente imprescindible a la hora de examinar e interpretar la arquitectura colonial. A partir de la exploración de una variada serie de fuentes documentales, este libro estudia la actuación de Buschiazzo en el periodo determinado por el lanzamiento, en 1955 de la colección Arquitectos Americanos Contemporáneos  y su fallecimiento, en 1970 este enfoque arroja una nueva luz sobre su trayectoria, poniendo de manifiesto su interés por la arquitectura americana contemporánea."
- La ciudad circular: espacios y territorios de la muerte en Buenos Aires (1868-1903), de David Dal Castello.

Sinopsis: "La ciudad circular evoca los recorridos y formas de presencia de la muerte en la Buenos Aires finisecular e interroga, sobre la base de los sentidos rituales, la manera en que la muerte circulaba y transformaba los escenarios urbanos y sus tiempos. Entre los años 1868 y 1903, un conjunto de actores sociales participó activamente en la transformación de los modos de tratamiento funerario que estaban instalados desde épocas de la Colonia. Con el propósito de establecer un control higiénico y moral sobre la ciudad, discutieron y en ocasiones disputaron a la religión católica el dominio institucional de la muerte. Si bien el círculo es una imagen común para la liturgia occidental desde tiempos lejanos, esa figura metafórica nunca resulta completa y perfecta: en ocasiones se interrumpe, repliega, deforma, superpone y enmaraña. Este libro explora los espacios y territorios de la muerte, entendidos como escenarios actuados, materiales y simbólicos, diversos y dinámicos, con el objetivo de producir una contribución a la historia urbana de Buenos Aires."
- De "ciudad huerta" a "pueblo boutique". Territorio, patrimonio y turismo en Purmamarca, 1991-2014, de Constanza Inés Tommei.

Sinopsis: "¿Cómo fue el proceso que llevó a que Purmamarca pasara de ser un pueblo 'marginal', 'escondido' y una 'ciudad huerta' a identificarse como un lugar conectado e icónico, a esa suerte de 'pueblo boutique' de la Quebrada de Humahuaca? Este libro se propone responder ese interrogante mediante el examen de las transformaciones territoriales, materiales y simbólicas, tributarias de los procesos de patrimonialización y turistificación que se dirimen en una encrucijada escalar. para esto, la autora analiza las dinámicas territoriales que han ido afectando las relaciones entre lo comunal, lo municipal, provincial, nacional e internacional, en el marco de procesos de larga duración que dieron sustento a la aceleración de ciertas transformaciones ocurridas entre los años 1991 y 2014."
- La formación de jóvenes investigadores en Arquitectura: saberes, vínculos y deseos, de Julieta Perrotti Poggio.

Sinopsis: "En este libro, la autora toma los procesos de formación de los jóvenes investigadores en el Área de Historia y Crítica de la Facultad de Arquitectura, Diseño y Urbanismo de la Universidad de Buenos Aires (FADU - UBA) como objeto de estudio. ¿Qué dimensiones del proceso de formación son significativas?, ¿Mediante qué dispositivos se forman?, ¿Qué herramientas metodológicas se utilizan en la formación en investigación dentro de las disciplinas proyectuales? A partir de estos interrogantes se interpelan las funciones clásicas de la profesión liberal y se define el proceso de formación como "trabajo interno" -del sujeto en sí mismo-, como instancia reflexiva sobre su propia práctica. El análisis ilumina dimensiones poco estudiadas en el marco específico de esta Facultad y Área, y pretende ofrecer herramientas para reflexionar sobre el trabajo de los formadores, e interpretaciones sobre los saberes, vínculos y deseos que surgen en relación con los procesos que atraviesan los jóvenes investigadores"
- La ciudad de los réprobos: historia urbana de los espacios carcelarios de Buenos Aires, 1869-1927, de Matías Ariel Ruiz Diaz.

Sinopsis: "¿Qué ideas y qué efectos sociales tenían los proyectos carcelarios para Buenos Aires entre 1969 y 1927? En un contexto de significativos cambios culturales, urbanos y demográficos, la privación de la libertad comenzó a ser pensada, por algunos sectores de la dirigencia, desde el control, la normalización y la regeneración social. Esto conllevó la elaboración de diversos proyectos que, construidos o no, constituyeron propuestas espaciales y territoriales ideales, dispositivos de invisibilización y de corrección moral que lograron condensar una imagen de aquella cultura, una idea de ciudad que pretendía ser moderna. El autor, a partir del examen de diversos materiales, logra dar cuenta de los distintos imaginarios que confluyen en aquellos proyectos carcelarios; la construcción de este particular objeto de estudio le permite una original lectura de la ciudad y sus sitios".
- Viaje pintoresco y excursión científica: El Jardín Zoológico de Buenos Aires, 1888-1924, de Marina Celeste Vasta.

Sinopsis: "El Jardín Zoológico es un objeto de la cultura porteña que establece relaciones entre los ciudadanos y el mundo animal, combinando discursos científicos, narraciones y representaciones de la propia urbanidad en un contexto por momentos exótico. Es un espacio de índole comunicativa que integra el repertorio de elementos urbanos dedicados a la naturaleza en la ciudad. Su disposición, sus edificaciones y sus guías ilustradas han conformado el sentido didáctico del sitio. En una perspectiva de visibilidad y experiencia corporal, el zoológico acentúa al mismo tiempo la concentración y la distracción. Sus animales han sido exhibidos con fines utilitarios y educativos, y también con el objeto de recreación. La investigación de Marina Vasta nos propone una excursión hacia dentro y hacia afuera de esta institución mediante un recorrido por su historia que abarca tanto las dimensiones físicas como las intangibles, que llevaron a convertirla en un micro-cosmos representativo de la naturaleza de la ciudad".
- El proyecto monumental: La construcción del Palacio Legislativo y el trazado de la avenida Agraciada, Montevideo 1887-1945, de Luis Eduardo Tosoni.

Sinopsis: "En este libro se estudia la historia del espacio urbano constituido por el Palacio Legislativo, sus adyacencias y el trazado definitivo de la avenida Agraciada de la ciudad de Montevideo (en la actualidad, Avenida del Libertador Brigadier General Juan Antonio Lavalleja) hasta su intersección con la avenida 18 de Julio entre los años 1887 y 1945, conjunto que condensa una serie de proyectos y debates acerca de cómo “hacer ciudad” entre fines del siglo XIX y principios del XX en el Uruguay. A partir de ese significativo objeto, Tosoni restituye y examina la convergencia de aspectos de orden representacional vinculados a los ideales republicanos del Estado-Nación, los diálogos y la coexistencia de las lógicas académicas Beaux Arts y las lógicas modernas de los CIAM, el despliegue de las actuaciones profesionales y sus redes de relaciones. Estos tres lineamientos configuran un horizonte de sentido que suscita múltiples conexiones con los protagonistas, las producciones e ideas americanas y europeas, y el corpus historiográfico".
- Historia del Arte y Universidad: La experiencia del Instituto de Arte Americano e Investigaciones Estéticas y la consolidación disciplinar de la historiografía artística en la Argentina (1946-1970), de Carla Guillermina García.

Sinopsis: "En el primer número de la revista Anales de 1948, Mario Buschiazzo subrayaba “la labor precisa, documentada, metódica, de las nuevas generaciones” y circunscribía al interior del Instituto que acababa de crear un nuevo espacio de especialización para los estudios artísticos. Muchas décadas después, el Instituto de Arte Americano e Investigaciones Estéticas “Mario J. Buschiazzo” (IAA) mantiene esa impronta, la de haber constituido un espacio pionero para el desarrollo de los estudios sobre arte y arquitectura desde una perspectiva rigurosa, enfáticamente alejada de aquellos estudios cercanos al ensayo. Este libro profundiza en la experiencia institucional del IAA a partir de una convicción sobre su papel crucial en la consolidación de la historiografía artística como una disciplina universitaria y en la profesionalización de los historiadores del arte y de la arquitectura. La figura de Buschiazzo constituye un eje principal, así como el conjunto de prácticas institucionales que tuvieron lugar entre 1946 y 1970: los proyectos editoriales, la definición del Arte Colonial como un objeto de estudio programático, los vínculos con el extranjero, los intercambios interinstitucionales y el desarrollo de la docencia y la investigación".
- El plano de la ciudad: Formas y culturas técnicas en la modernización temprana de Buenos Aires (1750-1870), de Graciela Favelukes.

“Este libro es un punto de inflexión en la historia urbana de Buenos Aires, ya que marca una renovación en el modo de observar la ciudad que parte de nuestra propia forma de mirar como arquitectos, urbanistas y fundamentalmente como historiadores urbanos. Una perspectiva en la que se cruzan ideas, técnicas, instituciones, imágenes mentales, prácticas concretas y voluntades diversas, cuya periodización surge de las diferencias y deslizamientos observables en las concepciones de gobierno de la ciudad, en las modalidades de gestión y formas de intervención y control. Esta riqueza instrumental resulta todo lo contrario a la práctica corriente de realizar una investigación desde un grupo acotado de fuentes y nos permite ver los fenómenos urbanos desde su propia especificidad técnica y explicar entonces, sin desestimar las interpretaciones de la historia cultural, que muchas de las decisiones sobre la forma de la ciudad tuvieron que ver en buena parte, durante el período estudiado, con la evolución de los paradigmas técnicos y científicos que confluyeron en una racionalización creciente que acompañó la formación del Estado moderno.” (Extracto del prólogo de Fernando Aliata).
- Pensar y construir la ciudad moderna: Planes y proyectos para Buenos Aires, 1898-1938, de Alicia Novick.

Sinopsis: "¿Cómo dar cuenta de los procesos complejos y poco lineales que estuvieron por detrás de la modernización de Buenos Aires? El libro muestra que, a través de la relación entre planes y proyectos es posible revisar algunos de los cambios en los modos de pensar y operar sobre la ciudad en el ciclo de la metropolización. Los planes, más que utópicos o imaginarios, son considerados como propuestas político-técnicas que condensan representaciones, pues refieren a formas de gestión y a imágenes de ciudades y sociedades deseadas. Por su parte, los proyectos, fragmentos de esas visiones amplias e integrales, reconstituidos una y otra vez en las largas temporalidades urbanas, a veces se materializan, como resultado de un controvertido entramado de modelos que circulan y se traducen, de actores en disputa y de condiciones de posibilidad. En ese contexto, se analizan las alternativas de los planes oficiales —el Nuevo Plano del centenario, el Plan de la Comisión de Estética Edilicia de 1925, las propuestas de la Oficina municipal del Plan de Urbanización de la década de 1930— en relación con la puesta en marcha de tres grandes proyectos que estructuraron Buenos Aires. Desde esas historias de la ciudad y del urbanismo, Alicia Novick ilumina las modalidades según las cuales residuos de utopías, fragmentos de modelos, restos de decisiones políticas fueron configurando el territorio de la ciudad moderna".
- Imaginarios del dormitorio: Arquitectura y literatura en Buenos Aires (1950-1970), de Valeria Bril.

Sinopsis: El libro de Valeria Bril estudia los imaginarios instituidos y alternativos del dormitorio en viviendas de Buenos Aires del período 1950-1970 a partir de una selección de novelas y publicaciones de arquitectura de la época. La autora propone un recorrido por el espacio del dormitorio de las novelas que permite evidenciar un abanico de imágenes y metáforas que desde lo “irreal” ponen en cuestión las imágenes “reales” de la disciplina sobre este mismo lugar, cuya función y significado escapa rápidamente de los límites de su propia definición como sitio para dormir. Es a partir del contraste entre la literatura y la arquitectura que busca visibilizar problemáticas vinculadas al habitante, a las configuraciones espaciales, a los objetos y la dimensión simbólica que diferencian al dormitorio de otras partes de la casa, y de este modo logra demostrar la complejidad y multiplicidad de significados que este condensa. En definitiva, la autora invita a cruzar el umbral de la puerta del dormitorio y adentrarse en un universo distinto, en el cual las imágenes de la intimidad, el encierro, el alma y la muerte, entre otras, puedan cobrar un sentido diferente, y así contribuir a repensar las representaciones instituidas de los dormitorios en la arquitectura.
- Del puerto a la ciudad: sanidad marítima y estructura urbana de la ciudad de Buenos Aires (1868-1911), de Matías Ruíz Díaz.

Sinopsis: En Del puerto a la ciudad… Ruiz Díaz hilvana la inmigración masiva, el crecimiento urbano, el comercio internacional y las enfermedades infecciosas con el estudio detenido del lazareto, la casa de aislamiento y la estación sanitaria en tanto instituciones claves en el empeño por higienizar la ciudad. Varias escalas de análisis recorren el texto: la de la ciudad, la del área rioplatense, la regional –incluyendo Argentina, Brasil y Uruguay- y la transatlántica. Esta perspectiva permite a Ruiz Díaz elaborar sobre lo que sugiere el título del libro, esto es, el puerto como espacio donde se despliegan iniciativas sanitarias que luego se trasladarán a la trama urbana, a la ciudad propiamente tal y, en menor medida, el país. Del puerto a la ciudad… enriquece las abundantes narrativas sobre la historia urbana, la historia arquitectónica, y la historia de la salud y la enfermedad del Buenos Aires de fines del siglo XIX y comienzos del XX. También ofrece una historia localizada de la tecnología y de la ciencia en Buenos Aires. Es en este un subcampo de estudios, con apenas un puñado de estudios, donde el trabajo de Ruíz Díaz es innovador y pionero.
Extracto del prólogo de Diego Armus.